# Томберг, Владимир Эрнестович
Влади́мир Эрне́стович То́мберг (28 июня [11 июля] 1912, Владивосток — 12 апреля 2002, Москва) — советский оператор, режиссёр и сценарист неигрового кино, фронтовой кинооператор в годы Великой Отечественной войны. Лауреат трёх Сталинских премий (1946, 1947, 1951). Заслуженный деятель искусств Эстонской ССР (1949).

## Биография
Родился во Владивостоке в семье служащих. Отец, коренной житель Эстонии, был мобилизован в царскую армию и осел в России. Мать — дочь мельника Осташковского уезда Тверской губернии.
 С 1918 года жил в Москве. В 1929 году окончил среднюю школу с химическим уклоном. Работал на Госсалициловом заводе, в 1932 году окончил курсы фотокорреспондентов при Московском Доме печати. В 1932 году поступил в Государственный институт кинематографии на операторский факультет и окончил его в 1937 году «с отличием», получив специальность кинооператора художественных фильмов. Работал помощником и ассистентом оператора на киностудиях «Межрабпомфильм» и «Ленфильм» на фильмах «Джульбарс» (1935), «Большие крылья» (1937) и «Детство Горького» (1938). С 1938 по 1940 год работал на Хабаровской студии кинохроники, где снял более 200 сюжетов для киножурнала «Советский Дальний Восток». В октябре 1940 года был переведён на Горьковскую студию кинохроники, снимал сюжеты для горьковской и московской кинопериодики, также участвовал в съёмках фильмов «День войны» (1942), «Народная магистраль», «Комсомольцы» (1943).
В сентябре 1942 года призван в Красную армию, но продолжал работать на Горьковской студии кинохроники. С августа 1943 года в звании инженер-капитана работал в киногруппе Западного, затем Северо-Западного фронта. Снимал боевые действия войск ПВО, охранявших незамерзающий Мурманский порт; затем действия партизан на Мурманском направлении Карельского фронта. С июня 1944 года до конца войны работал военным кинооператором на 1-м Белорусском фронте. Начальник отдела фронтовых киногрупп Центральной студии кинохроники Л. Н. Сааков во фронтовой характеристике отмечал способности Томберга к самостоятельному авторскому мышлению:
По методу своей работы и отношению к действительности он занимал положение промежуточное между репортёром и очеркистом. вернее — он стремился к соединению того и другого метода, всегда избегал внешней, поверхостной фиксации явлений и стремился к тому, чтобы в потоке событий найти свою тему и дать более законченное её решение.— Леон Сааков, 1945 год, РГАЛИ. Ф. 2944. Оп. 28. Д. 1465. Л. 50.
С июля 1945 года — режиссёр-оператор «Таллинфильма». За время работы в Эстонии, кроме фильмов, им снято около 100 сюжетов для кинопериодики, автор-оператор киноочерков «Эстонский колхоз в Грузии», «Новая жизнь» о создании колхозов в республике. В 1948—1952 годах — также заместитель министра кинематографии Эстонской ССР. С ноября 1952 года — режиссёр «Моснаучфильма» (в дальнейшем — «Центрнаучфильм»), где создал более 60-ти кинокартин, автор киножурналов: «Здоровье», «На воздушных трассах», «Наука и техника», «Новости дня», «Пионерия» и других. Явился автором многих публикаций, выпустил книгу «В тылу и на фронте. Воспоминания фронтового кинооператора» (2003). Книга была удостоена премии Гильдии киноведов и кинокритиков России в области киноведения и кинокритики «Слон» за 2004 год в номинации «Мемуарно-биографическая литература о кино».
Член ВКП(б) с 1949 года, член Союза кинематографистов СССР (Москва) с 1957 года.
В. Э. Томберг скончался 12 апреля 2002 года.

### Семья
Был женат, дочь — Ирина Владимировна Светлова, киновед

## Фильмография
Оператор
- 1940 — Амурская краснознамённая / Славный юбилей (в соавторстве)
- 1940 — День нового мира (в соавторстве)
- 1942 — День войны (в соавторстве)
- 1943 — Комсомольцы (в соавторстве)
- 1943 — Народная магистраль
- 1944 — Бобруйский котёл (фронтовой спецвыпуск № 3)(совместно с В. Соловьёвым, А. Софьиным, М. Посельским)
- 1944 — Варшава (в соавторстве)
- 1944 — На освобождённой польской земле / Хелм — Люблин (совместно с Е. Мухиным, В. Соловьёвым, М. Посельским, В. Штатландом)
- 1944 — На подступах к Варшаве (фронтовой спецвыпуск № 7) (в соавторстве)
- 1944 — От Вислы до Одера (фронтовой спецвыпуск № 7) (в соавторстве)
- 1944 — Освобождение Советской Белоруссии (в соавторстве)
- 1945 — Берлин (в соавторстве)
- 1945 — В Померании (фронтовой спецвыпуск № 5) (в соавторстве)
- 1945 — Знамя Победы над Берлином водружено (в соавторстве)
- 1945 — Освобождение Варшавы (фронтовой спецвыпуск № 8) (в соавторстве)
- 1945 — Повесть о наших детях / Дети и война (в соавторстве)
- 1946 — Советская Эстония (в соавторстве)
- 1947 — Праздник песни
- 1947 — Великий всенародный праздник (в соавторстве)
- 1947 — Эстонский колхоз в Грузии
- 1948 — Новая жизнь

Режиссёр
- 1947 — Эстонский колхоз в Грузии
- 1948 — Новая жизнь
- 1949 — Возрождённый завод
- 1950 — Советская Эстония (совместно с И. Гиндиным)
- 1954 — Московская выставка новой строительной техники
- 1954 — На просторах Казахстана
- 1955 — Рассказ о сборном железобетоне
- 1956 — В Политехническом музее
- 1956 — Выставка московских строителей 1956 года
- 1957 — В стране чёрных песков
- 1958 — В Голодной степи
- 1959 — Здесь вы будете жить
- 1959 — Кулинария
- 1960 — Благоустроим наши города
- 1960 — Волшебный камень Аханрабо
- 1962 — Москва, Кремль, Дворец съездов
- 1963 — Быстро и точно
- 1963 — Из истории «Железного потока»
- 1963 — Секрет мимозы
- 1964 — От секретаря до министра
- 1964 — Первому коммунист
- 1965 — Призвание скульптора (Манизер)
- 1966 — Вахтангов (совместно с С. Козьминским)[11]
- 1967 — Вадим Рындин
- 1968 — Кремлёвский дворец съездов
- 1968 — Скульптор Янсен-Манизер[12]
- 1969 — Всеволод Иванов (1895—1963)
- 1969 — Режиссёр читает партитуру
- 1970 — Жаров рассказывает…[13]
- 1971 — Радиология доступна всем
- 1972 — День артиста М. И. Жарова
- 1972 — Протазанов (1881—1945)
- 1973 — Георгий Вицин
- 1973 — Театр имени Маяковского[14]
- 1974 — Туристскими маршрутами
- 1975 — Советский театр сегодня
- 1976 — Необычный факультет
- 1976 — Северное морское пароходство
- 1976 — Срочно! Очень срочно! Новые услуги телеграфа
- 1977 — Великое единство
- 1978 — За секундой – жизнь человека
- 1978 — Интурист – гостям «Олимпиады—80»
- 1979 — В рамках СЭВ
- 1979 — Парк культуры и отдыха
- 1979 — Право на образование
- 1980 — Автоматизация строительного проектирования
- 1980 — Основные виды русского народного танца. Раздел 4-й[15]
- 1980 — Сельские стадионы
- 1981 — О качестве фильмокопии
- 1981 — Основные вилы русского народного танцаю Раздел IV
- 1981 — СССР – ФРГ – сотрудничество
- 1982 — Правда великого народа. Фильм 3. Родимая земля[16]
- 1982 — Родимая земля
- 1983 — Академик Б. Н. Петров[17]
- 1983 — Академик И. Г. Петровский[18]
- 1983 — Рассказ о советской архитектуре
- 1984 — Живо, доходчиво, интересно об экономике
- 1984 — Продление срока службы фильмокопии[19]
- 1985 — Горение[20]
- 1985 — Стандарт – эффективность – качество[21]
- 1986 — К тайнам жизни[22]
- 1986 — Шилялис
- 1987 — Берегите глаза[23]
- 1987 — Олимпийские игры – путь к миру[24]
- 1987 — Сверяя с Лениным
- 1988 — Даша Севастопольская — кто она?[25]
- 1988 — Мятежный князь
- 1989 — Преодолей себя[26]
- 1989 — Старшая сестра Ленина[27]

Сценарист
- 1954 — На просторах Казахстана (совместно с Н. Ановым)
- 1955 — Рассказ о сборном железобетоне (совместно с О. Кургановым)
- 1956 — Выставка московских строителей
- 1957 — В стране чёрных песков (совместно с Н. Кемарским)
- 1958 — В Голодной степи (совместно с И. Саввиным)
- 1968 — Скульптор Янсен-Манизер (совместно с В. Поповым)
- 1969 — Режиссёр читает партитуру (совместно с Б. Покровским)
- 1971 — Радиология доступна всем (в соавторстве)
- 1984 — Продление срока службы фильмокопии (совместно с Ю. Михеевым)
- 1987 — Сверяя с Лениным
- 1989 — Преодолей себя (совместно с А. Козаком)
- 1989 — Старшая сестра Ленина (совместно с М. Михненко)

## Награды и звания
- орден Отечественной войны II степени (18 июня 1945)[28]
- медаль «За взятие Берлина» (1945)[29]
- медаль «За победу над Германией в Великой Отечественной войне 1941-1945 гг.» (1945)[29]
- Сталинская премия 1-й степени (29 июня 1946) — за кинокартину «Берлин» (1945)
- Почётная грамота Президиума Верховного Совета Эстонской ССР — «За высокие творческие достижения в области кинематографии» (7 мая 1947)[3]
- Сталинская премия 1-й степени (10 июня 1947) — за кинокартину «Советская Эстония» (1946)[29]
- Государственная премия Эстонской ССР (1948) — за фильм «Эстонский колхоз в Грузии»[29]
- заслуженный деятель искусств Эстонской ССР (26 ноября 1949)[8]
- Государственная премия Эстонской ССР (1949) — за фильм-киноочерк «Новая жизнь»[29]
- орден «Знак Почёта» (1950)[29]
- Почётная грамота Президиума Верховного Совета Эстонской ССР (к 30-летию советского кино) (1950)
- Сталинская премия 2-й степени (14 марта 1951) — за цветную кинокартину «Советская Эстония» (1950)
- орден Отечественной войны II степени (1 августа 1986)[30]
- Почётный кинематографист России (1995)[29]

## Комментарии
1. 1 2  В библиографическом справочнике «Создатели фронтовой кинолетописи» А. С. Дерябина указан 2004 год смерти В. Э. Томберга. По сообщению дочери кинооператора И. В. Светловой, эта дата ошибочна, верной является информация в справочнике под редакцией В. И. Горбатского: год смерти — 2002[3][8].